# مسجد ملاكر بلايي علي
مسجد ملاكر بلايي علي هو مسجد تاريخي يعود إلى عصر الدولة البهلوية، ويقع في تبريز.